# Liste der Universitäten in Nepal

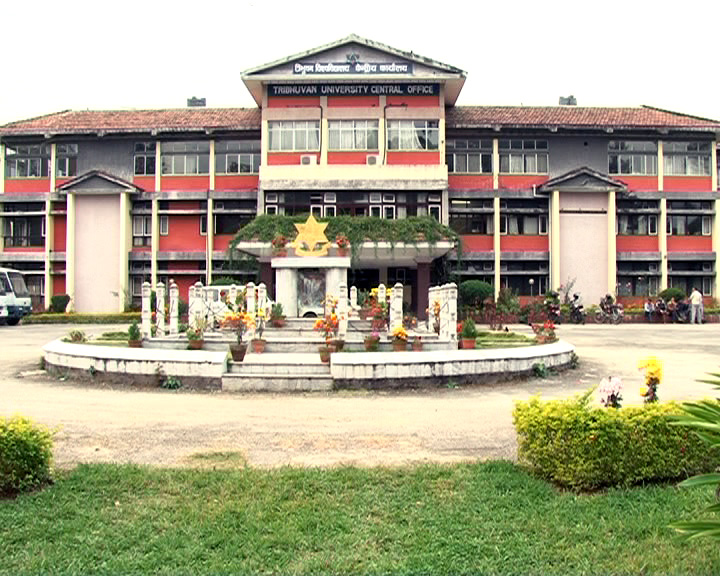
Tribhuvan-Universität

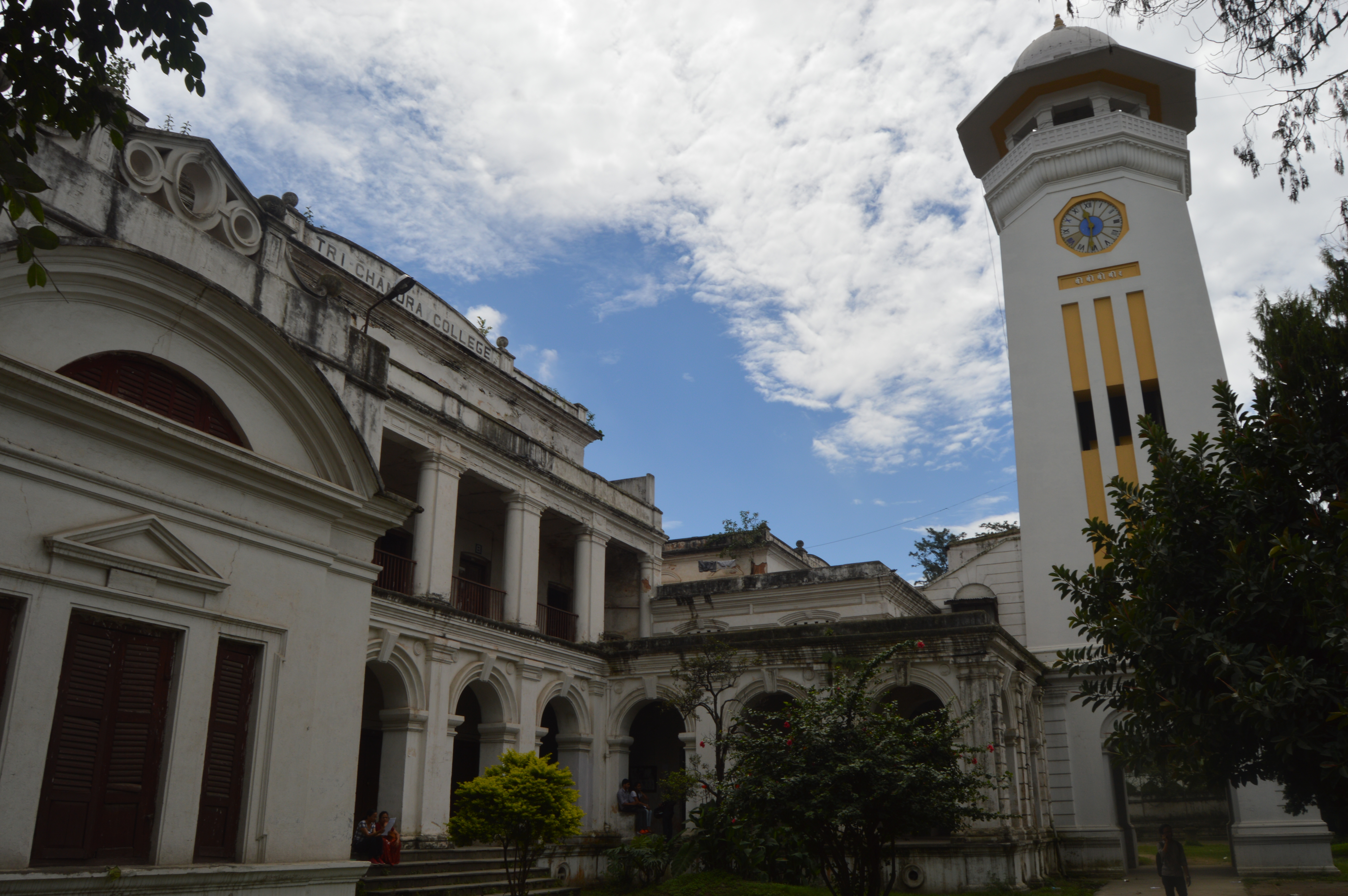
Tri-Chandra College (gegründet 1918 von Chandra Shamsher)

Dies ist eine Liste der Universitäten in Nepal.
- Tribhuvan-Universität in Kirtipur (bei Kathmandu)
- Kathmandu University in Kathmandu
- Pokhara University in Pokhara
- Purbanchal University in Biratnagar
- Mahendra Sanskrit University in Dang Deukhuri
- Far-western University in Bhim Datta
- Agriculture and Forestry University of Nepal (AFU) in Bharatpur (Nepal), Chitwan